# الکساندر لوبی
الکساندر لوبی (انگلیسی: Alexander Löbe؛ زادهٔ ۱۳ november ۱۹۷۲ (۵۲ سال)) بازیکن فوتبال اهل آلمان است.
از باشگاه‌هایی که در آن بازی کرده‌است می‌توان به باشگاه فوتبال دویسبورگ، باشگاه فوتبال پادربورن، باشگاه فوتبال روت‌وایس اسن، باشگاه فوتبال ترابزون‌اسپور، باشگاه فوتبال هالشر، و باشگاه ورزشی مالاتیااسپور اشاره کرد.